# Nonionellina
Nonionellina es un género de foraminífero bentónico de la subfamilia Nonioninae, de la familia Nonionidae, de la superfamilia Nonionoidea, del suborden Rotaliina y del orden Rotaliida. Su especie tipo es Nonionina labradorica. Su rango cronoestratigráfico abarca desde el Mioceno hasta la Actualidad.

## Clasificación
Nonionellina incluye a las siguientes especies:
- Nonionellina antarctica
- Nonionellina flemingi
- Nonionellina frailensis
- Nonionellina labradorica
- Nonionellina milleri
- Nonionellina nitida
- Nonionellina penghuensis
- Nonionellina remiformis

Otras especies consideradas en Nonionellina son:
- Nonionellina callaoensis, de posición genérica incierta
- Nonionellina pilasensis, de posición genérica incierta